# Monenchodesmus michaelseni
Monenchodesmus michaelseni är en mångfotingart som först beskrevs av Carl Graf Attems 1899.  Monenchodesmus michaelseni ingår i släktet Monenchodesmus och familjen Dalodesmidae. Utöver nominatformen finns också underarten M. m. nivicomes.